# Gradišće (Žminj)
 Gradišće  (olaszul: Gradischie) falu Horvátországban, Isztria megyében. Közigazgatásilag Žminjhez tartozik.

## Fekvése
Az Isztria középső részén, Labintól 18 km-re északnyugatra, községközpontjától 3 km-re délkeletre a Golčan nevű magaslat lábánál fekszik.

## Története
1880-ban 106, 1910-ben 122 lakosa volt. Az első világháború után a rapallói szerződés értelmében Isztria az Olasz Királysághoz került. Az 1943-as olasz kapituláció után szabadult meg az olasz uralomtól. A második világháború után Jugoszlávia, majd Jugoszlávia felbomlása után 1991-ben a független Horvátország része lett. Žminj község 1993-ban alakult meg. 2011-ben a falunak 50  lakosa volt. Lakói mezőgazdasággal és kisállat tenyésztéssel foglalkoznak.

## Nevezetességei
- A falu Žminj felőli bejáratánál egy 1929-ben épített kápolna található, melyet a valdediji Antonio Matica épített.
- A településen máig fennmaradtak a 19. század elején épített baladuros (kis fedett terasz) házak.
- A falu közelében kőbánya található, ahol számos templom oltárához faragtak karcsú oszlopokat, köztük a žminji Szent Mihály templom belső kialakításához is.

## Lakosság
| Lakosság változása | Lakosság változása | Lakosság változása | Lakosság változása | Lakosság változása | Lakosság változása | Lakosság változása | Lakosság változása | Lakosság változása | Lakosság változása | Lakosság változása | Lakosság változása | Lakosság változása | Lakosság változása | Lakosság változása | Lakosság változása |
| ------------------ | ------------------ | ------------------ | ------------------ | ------------------ | ------------------ | ------------------ | ------------------ | ------------------ | ------------------ | ------------------ | ------------------ | ------------------ | ------------------ | ------------------ | ------------------ |
| 1857               | 1869               | 1880               | 1890               | 1900               | 1910               | 1921               | 1931               | 1948               | 1953               | 1961               | 1971               | 1981               | 1991               | 2001               | 2011               |
| 0                  | 0                  | 106                | 87                 | 102                | 122                | 0                  | 0                  | 142                | 133                | 104                | 88                 | 81                 | 63                 | 56                 | 50                 |